# Campionati svizzeri di sci alpino 1985
Ai Campionati svizzeri di sci alpino 1985 furono assegnati i titoli di discesa libera, slalom gigante, slalom speciale e combinata, sia maschili sia femminili; oltre agli sciatori svizzeri, poterono concorrere al titolo anche gli sciatori di nazionalità liechtensteinese.

## Risultati
| Specialità      | Uomini         | Donne                |
| --------------- | -------------- | -------------------- |
| Discesa libera  | Peter Müller   | Michela Figini       |
| Slalom gigante  | Thomas Bürgler | Maria Walliser       |
| Slalom speciale | Jacques Lüthy  | Corinne Schmidhauser |
| Combinata       | Thomas Bürgler | Maria Walliser       |